# Grace Coddington
Grace Coddington (Anglesey, 20 de abril de 1941) es una exmodelo y directora creativa británica de la edición estadounidense de la revista Vogue'. Es famosa por la producción de montajes fotográficos enormes, complejos y dramáticos. Según un artículo de Guardian, Coddington «ha creado parte de la imaginería de la moda más memorable. Sus fotografías pueden ser alegres y decadentes o temperamentales y misteriosas».

## Primeros años
Coddington nació el 20 de abril de 1941 en la isla de Anglesey, Gales. Sus padres eran hoteleros. Empezó a interesarse por la moda durante su adolescencia, cuando esperaba ansiosamente la llegada de cada nueva entrega de la revista Vogue, que solía recibir con tres meses de retraso porque la tenía que pedir por correspondencia. Coddington vivía a gran distancia de cualquier tienda de moda, por lo que Vogue era su único contacto con este mundo. Coddington afirmó que le encanta «todo el aire chic y de ""cultura italiana") [de Vogue], tan radicalmente opuesto al de vida que [ella] había llevado». Era una adolescente de piel pálida y educada en un convento que nunca iba a ningún lado en vacaciones, así que simplemente miraba Vogue.

## Carrera

### Modelo
Cuando tenía unos 17 años, hubo un concurso de modelos en la Vogue inglesa, y alguien envió sus fotografías. Terminó ganando en la categoría de Modelo Joven: así empezó su carrera como modelo en Vogue.
A la edad de 26, durante un accidente de coche, sufrió numerosas heridas en la cabeza y la rotura de un párpado, que fue reconstruido posteriormente mediante cirugía plástica.

### Editora
Dos años después del accidente fue entrevistada por la editora de Vogue británica, Beatrix Miller, que le ofreció un puesto como editora junior. Tras diecinueve años como editora de fotografía, se mudó a Nueva York y empezó a trabajar para Calvin Klein. En julio de 1988 se unió a Anna Wintour en la redacción estadounidense de Vogue, donde trabajó como directora creativa.
En enero de 2016, Coddington anunció que iba a renunciar a este puesto para dedicarse a otros proyectos. El 9 de mayo de ese mismo año se hizo público que empezaría a trabajar con Tiffany's.

## The September Issue
Coddington empezó a ser conocida para el gran público gracias al estreno del documental The September Issue, un documental "fly-on-the-wall" (literalmente, "mosca en la pared"; un estilo en el que el equipo del documental, en teoría, se limita a seguir a sus protagonistas sin intervenir] sobre la publicación del número de septiembre de 2007 de Vogue. Coddington tuvo un papel de importancia en la película en tanto que de ella depende el estilismo y la producción de la revista. Su relación, a menudo tensa, con la editora Anna Wintour quedó también realzada.

## Vida personal
En 1968 Coddington contrajo matrimonio con el restaurador Michael Chow. Se divorciaron un año más tarde. Después contrajo matrimonio con el fotógrafo Willie Christie, del que se divorció en 1980.
Después de la muerte de su hermana Rosemary, Coddington se hizo cargo de su sobrino, Tristan, que por entonces tenía ocho años.
En 1986, se trasladó a Nueva York y empezó a trabajar para Calvin Klein, desde entonces ha vivido con su pareja, el estilista del cabello Didier Malige, y varios gatos.
En 2010 anunció sus planes de escribir sus memorias junto a su colaborador, Jay Fielden. Ambos habían colaborado previamente en el libro ilustrado de 2002, Grace: Thirty Years of Fashion at Vogue., que en 2015 reeditó Phaidon Press. Pero después de que Jay aceptara el puesto de editor de Town & Country, Grace tuvo que posponer la escritura del libro hasta 2011, después de decidir que lo escribiría junto a Michael Roberts. El acuerdo se cerró por 1.2 millones de dólares. La autobiografía, Grace, se publicó finalmente en noviembre de 2012. En 2015 la productora A24 empezó a negociar los derechos para convertirla en película.

## Obras
- Coddington, Grace, Anna Wintour, André Leon Talley, John Galliano, Manolo Blahnik, y Michael Roberts. The Snippy World of New Yorker Fashion Artist Michael Roberts. París: Edition 7L, 2005. ISBN 978-3-865-21151-4 OCLC 62735193
- Coddington, Grace, and Didier Malige. The Catwalk Cats. París: Edition 7L, 2006. ISBN 978-3-865-21344-0 OCLC 85892968
- Coddington, Grace, and Michael Roberts. Grace: A Memoir. Londres: Vintage Books, 2012. ISBN 978-0-307-36276-6 OCLC 891760577. Traducido al castellano con el mismo título (Turner, 2013 ISBN 978-84-7506-936-4).
- Gordon, Michael, Grace Coddington, y Heather Gordon. Vidal Sassoon: How One Man Changed the World with a Pair of Scissors. Nueva York: Rizzoli, 2012. ISBN 978-0-847-83859-2 OCLC 783165292 Forward by Coddington.
- Donovan, Terence, Diana Donovan, David Hillman, y Robin Muir. Terence Donovan Fashion. Londres: Art/Books, 2012. ISBN 978-1-908-97002-2 OCLC 805020848, con prólogo de Grace Coddington.
- Coddington, Grace, Michael Roberts, Jay Fielden, y Bridget McCarthy. Grace: Thirty Years of Fashion at Vogue. Londres: Phaidon Press, 2015. ISBN 978-0-714-87059-5 OCLC 905521988